# Johann Heinrich Lütkens
Johann Heinrich Lütkens, auch Johann Hinrich Lütkens (* 1. Januar 1746 in Hamburg; † 2. Februar 1814 ebenda) war ein deutscher evangelisch-lutherischer Geistlicher und Dichter.

## Leben
Johann Heinrich Lütkens studierte Evangelische Theologie und wurde nach Beendigung seines Studiums am 19. Juni 1772 unter die Kandidaten des Hamburgischen Geistlichen Ministeriums aufgenommen. 1778 wurde er zum Diaconus (2. Pastor) und Garnisonsprediger in Ratzeburg berufen.
Am 25. November 1782 wurde er zum Pastor von St. Nikolai in Moorfleet gewählt. Hier blieb er bis an sein Lebensende. Er starb im Winter der Belagerung Hamburgs, als das besetzte Moorfleet geplündert und zur Schaffung eines freien Schussfeldes großenteils abgebrannt wurde.
Am 1. Dezember 1778 hatte er Catharina Elisabeth Ernestine († 1820), geb. Westphalen, geheiratet, eine Tochter des Hamburger Senators Johann Siegmund Westphalen. Das Paar hatte einen Sohn und fünf Töchter. Der einzige Sohn Hermann Siegmund Lütkens (* 13. Juli 1787; † 6. Juli 1849) wurde Lehrer und ab 1813 Leiter einer anfangs sehr erfolgreichen Privatschule. Er war verheiratet mit der Malerin und Lehrerin Doris Lütkens. Von den Töchtern heiratete die Älteste den Hofrat Friedrich Ludwig Fidler, der eine Erziehungsanstalt in Schiffbek leitete; eine jüngere, Caroline Auguste, heiratete 1821 Carl Wilhelm Stuhlmann, Pastor zu Allermöhe.
Lütkens war Verfasser des von Carl Philipp Emanuel Bach vertonten Gartenlieds sowie der Texte der Einführungsmusiken für die Pastoren Christian Ludewig Gerling (1777, H82h) und Friderici (H82g). Die Einführungsmusik für Gerling wurde, geringfügig verändert, auch bei seiner eigenen Einführung am 29. Januar 1783 verwendet.

## Schriften
- Zwo Predigten bei dem Wechsel des Jahrhunderts. Hamburg 1801
- Neujahrspredigt. Hamburg 1807
- (posthum) Gedichte, zum Besten der großen Armenschule, nach dem Tode des Verfassers herausgegeben von H. S. Lütkens. Hamburg: Müller 1816